# Stefan Kutrzeba
Pour les articles homonymes, voir Kutrzeba.
Stefan Kutrzeba est un pianiste classique et pédagogue polonais, né le 4 mai 1946. Stefan Kutrzeba est spécialisé dans la pédagogie des méthodes de Chopin et Heinrich Neuhaus. Après Neuhaus, il est le premier à découvrir et introduire d’une manière tellement élaborée l’application pratique des inscriptions de la main de Chopin reprises dans son livre Esquisses pour une méthode de piano.

## Biographie
Kutrzeba est né en Kielce en Pologne. Sa première professeure de piano était Anna Stefanska, une étudiante d’Aleksander Michałowski. Kutrzeba a étudié au conservatoire de musique de Katowice où il a suivi des cours chez Stefania Allinowna, Maria Smyczynska et Jozef Stompel. Il a aussi pris des cours chez Karol Szafranek et a participé à la Classe de Maître de Tatiana Nikolaewa à Weimar (Allemagne).
En 1973, Kutrzeba s’est plongé dans l’école du piano russe lorsqu’il a visité le Conservatoire de Moscou et l’École de Musique Centrale pour les enfants de grand talent, lors de son séjour de six mois en Russe grâce au Ministère de la Culture et des Arts polonais. Entre 1969 et 2009, il a été actif sur la scène de concert polonaise et européenne (la Pologne, l’Allemagne, la Finlande, l’Italie, la France Guadeloupe, la Suède, la Roumanie, la Hongrie) en tant que soliste ou membre de nombre d’ensembles de musique de chambre. Parmi les œuvres du répertoire figurent l'intégrale des concertos pour piano et orchestre de Beethoven, le troisième concerto de Rachmaninov, le concerto en mi mineur de Chopin et les concertos KV 466-467 (en ré mineur et ut majeur) de Mozart et la création du premier concerto pour piano de Karol Anbild. 
Entre 1981 et 1988, Kutrzeba était le directeur de l’École de Musique à Kielce et depuis 1988, il vit et travaille en Finlande en tant que professeur de piano à l’Académie de Musique de Ylä-Satakunta.
Depuis 1995, Kutrzeba se penche sur le développement de sa propre méthode d’enseignement musical en se basant sur la Méthode de Chopin. En fait, son point de départ est l’idée défendue par Heinrich Neuhaus selon laquelle «Une amélioration technique n’est qu’une vraie amélioration si avec elle une amélioration de l’idée artistique va de pair». Kutrzeba a écrit maints articles sur la Méthode de Chopin publiés en Pologne, en Allemagne, en Slovénie et en Finlande. En outre, ses sites internet constituent au présent la source la plus importante et la plus élaborée sur la méthode d’enseignement de piano de Chopin en général, mettant l’accent sur l’interprétation et les possibilités pour l’implémentation pratique de la méthode.
Kutrzeba a déjà enseigné dans différents pays, surtout en Europe, et depuis 1999, il a continué à enseigner à des classes de maître internationales et d’autres événements. Depuis 2002, il organise annuellement des classes de maître en Pologne (2002-2007 à Olsztyn, depuis 2008 à Rzeszów, Pologne).